# NIIF
A Nemzeti Információs Infrastruktúra Fejlesztési Program (NIIF) a magyarországi kutatói hálózat fejlesztésének és működtetésének állami programja.

## Feladata, szerepe
Feladata, hogy korszerű infrastruktúrát és alkalmazási környezetet, tartalom-generálási és -elérési hátteret biztosítson a magyar felsőoktatás, kutatás, és a közgyűjtemények számára. Az NIIF Program vezető szerepet játszik a legmodernebb hálózati technológiák magyarországi elterjesztésében, ezáltal meghatározó szerepe van az informatika országos fejlődésében is.
A Programban jelenleg több mint 700 tagintézmény vesz részt.

## Története és felépítése
A Program több mint 25 éves múltra néz vissza. A jelenlegi szervezeti keretek ezen elmúlt két évtized munkájának és tapasztalatainak eredményei. Majdnem a kezdetektől fogva fontos szerepet játszottak a nemzetközi kapcsolatok is, amelyek lehetővé tették, hogy a Program a mindenkori legkorszerűbb műszaki- és alkalmazási hátteret tudja biztosítani a felhasználói közösség számára.
A pénzügyi hátteret központi költségvetési támogatás és a tagintézményi hozzájárulás együttesen biztosítják.  A működtetésért az NIIF Intézet felelős, ez utóbbi munkáját az NIIF Program Tanács irányítja.  Az NIIF Műszaki Tanács az NIIF Program Tanács tanácsadó testülete.

## Külső hivatkozások
- Kiadványsorozata: NIIF információs füzetek 1995-2000 (szerk. Drótos László és Kokas Károly)
- NIIF honlap